# Tournoi de Québec
Tournoi de Québec (до 2013 Bell Challenge, зараз Coupe Banque Nationale за назвою спонсора) — міжнародний жіночій професійний тенісний турнір. Проводиться з 1993 року в канадському місті Квебек на хардових кортах Університету Лаваля. Від 2009 року належить до серії WTA International з призовим фондом 250 тисяч доларів і турнірною сіткою, розрахованою на 32 учасниці в одиночному розряді і 16 пар.
Проводиться одразу ж після Відкритого чемпіонату США, а тому в ньому нечасто беруть участь провідні тенісистки.

## Історія
Канадський турнір організовано напередодні сезону 1993 як додаткове змагання осінньої північноамериканської зальної серії, яка передує Чемпіонатові WTA. Від моменту заснування турнір мав одну з нижчих категорій основного туру (у 1993—2008 роках — 3-ю категорію, від 2009 — International). Вісім разів — у 1995-2000-му і в 2004-2005-му роках — квебекський чемпіонат визнавали кращим турніром туру в своїй категорії.
Переможниці та фіналістки
За 18 років існування турніру тільки одна тенісистка, Бренда Шульц-Маккарті, зуміла виграти його понад один раз в одиночному розряді. У парному розряді такого успіху домагалися Манон Боллеграф, Саманта Рівз, Карлі Галліксон, Ракель Копс-Джонс, Ваня Кінг, Анастасія Родіонова і Луціє Градецька. Низка тенісисток (Наталі Тозья, Ліза Реймонд, Меган Шонессі, Емі Фразьє, Барбора Заглавова-Стрицова) перемагали по одному разу в одиночному і парному розрядах.

## Фіналістки та переможці

### Одиночний розряд
| Рік  | Чемпіонка                  | Фіналістка            | Рахунок            |
| ---- | -------------------------- | --------------------- | ------------------ |
| 2018 | Полін Пармантьє            | Джессіка Пегула       | 7–5, 6–2           |
| 2017 | Алісон ван Ейтванк         | Тімеа Бабош           | 5-7, 6–4, 6–1      |
| 2016 | Осеан Доден                | Лорен Девіс           | 6–4, 6–3           |
| 2015 | Анніка Бек                 | Єлена Остапенко       | 6–2, 6–2           |
| 2014 | Мір'яна Лучич-Бароні       | Вінус Вільямс         | 6–4, 6–3           |
| 2013 | Луціє Шафарова             | Марина Еракович       | 6–4, 6–3           |
| 2012 | Кірстен Фліпкенс           | Луціє Градецька       | 6–1, 7–5           |
| 2011 | Барбора Заглавова-Стрицова | Марина Еракович       | 4–6, 6–1, 6–0      |
| 2010 | Таміра Пашек               | Бетані Маттек-Сендс   | 7–68–6, 2–6, 7–5   |
| 2009 | Мелінда Цінк               | Луціє Шафарова        | 4–6, 6–3, 7–5      |
| 2008 | Надія Петрова              | Бетані Маттек         | 4–6, 6–4, 6–1      |
| 2007 | Ліндсі Девенпорт           | Юлія Вакуленко        | 6–4, 6–1           |
| 2006 | Маріон Бартолі             | Ольга Пучкова         | 6–0, 6–0           |
| 2005 | Емі Фрейзієр               | Софія Арвідссон       | 6–1, 7–5           |
| 2004 | Мартіна Суха               | Абігейл Спірс         | 7–5, 3–6, 6–2      |
| 2003 | Марія Шарапова             | Мілагрос Секера       | 6–2, припинила гру |
| 2002 | Олена Бовіна               | Марі-Гаяне Мікаелян   | 6–3, 6–4           |
| 2001 | Меган Шонессі              | Іва Майолі            | 6–1, 6–3           |
| 2000 | Чанда Рубін                | Дженніфер Капріаті    | 6–4, 6–2           |
| 1999 | Дженніфер Капріаті         | Чанда Рубін           | 4–6, 6–1, 6–2      |
| 1998 | Тара Снайдер               | Чанда Рубін           | 4–6, 6–4, 7–68–6   |
| 1997 | Бренда Шульц-Маккарті      | Домінік Ван Рост      | 6–4, 6–74–7, 7–5   |
| 1996 | Ліза Реймонд               | Ельс Калленс          | 6–4, 6–4           |
| 1995 | Бренда Шульц-Маккарті      | Домінік Ван Рост      | 7–6, 6–2           |
| 1994 | Катерина Малєєва           | Бренда Шульц-Маккарті | 6–3, 6–3           |
| 1993 | Наталі Тозья               | Катерина Малєєва      | 6–4, 6–1           |

### Парний розряд
| Рік  | Чемпіонки                                | Фіналістки                                     | Рахунок                    |
| ---- | ---------------------------------------- | ---------------------------------------------- | -------------------------- |
| 2018 | Ейша Мугаммад Марія Санчес               | Дарія Юрак Ксенія Кнолль                       | 6–4, 6–3                   |
| 2017 | Тімеа Бабош Андреа Главачкова (2)        | Б'янка Андреєску Карсон Бренстайн              | 6–3, 6–1                   |
| 2016 | Андреа Главачкова Луціє Градецька        | Алла Кудрявцева Олександра Панова              | 7–6(7–2), 7–6(7–2)         |
| 2015 | Барбора Крейчикова Ан-Софі Месташ        | Марія Ірігоєн Паула Каня                       | 4–6, 6–3, [12–10]          |
| 2014 | Луціє Градецька Мір'яна Лучич-Бароні     | Юлія Ґерґес Андреа Главачкова                  | 6–3, 7–6(10–8)             |
| 2013 | Алла Кудрявцева Анастасія Родіонова      | Андреа Главачкова Луціє Градецька              | 6–4, 6–3                   |
| 2012 | Татьяна Малек Крістіна Младенович        | Аліція Росольська Гезер Вотсон                 | 7–6(7–5), 6–7(6–8), [10–7] |
| 2011 | Ракель Копс-Джонс (2) Абігейл Спірс      | Джеймі Гемптон Анна Татішвілі                  | 6–1, 3–6, [10–6]           |
| 2010 | Софія Арвідссон Юганна Ларссон           | Бетані Маттек-Сендс Барбора Заглавова-Стрицова | 6–1, 2–6, [10–6]           |
| 2009 | Ваня Кінґ (2) Барбора Заглавова-Стрицова | Софія Арвідссон Северін Бремон Бельтрам        | 6–1, 6–3                   |
| 2008 | Анна-Лена Гренефельд Ваня Кінґ           | Джил Крейбас Тамарін Танасугарн                | 7–6(7–3), 6–4              |
| 2007 | Крістіна Фузано Ракель Копс-Джонс        | Стефані Дюбуа Рената Ворачова                  | 6–2, 7–6(8–6)              |
| 2006 | Карлі Галліксон Лора Гранівілл           | Джил Крейбас Аліна Жидкова                     | 6–3, 6–4                   |
| 2005 | Анастасія Родіонова Олена Весніна        | Ліга Декмейєре Ешлі Гарклроуд                  | 6–7(4–7), 6–4, 6–2         |
| 2004 | Карлі Галліксон Марія Емілія Салерні     | Ельс Калленс Саманта Стосур                    | 7–5, 7–5                   |
| 2003 | Лі Тін Сунь Тяньтянь                     | Ельс Калленс Мейлен Ту                         | 6–3, 6–3                   |
| 2002 | Саманта Рівз (2) Джессіка Стек           | Марія Емілія Салерні Фабіола Сулуага           | 4–6, 6–3, 7–5              |
| 2001 | Саманта Рівз Адріана Серра Дзанетті      | Клара Кукалова Алена Вашкова                   | 7–5, 4–6, 6–3              |
| 2000 | Ніколь Пратт Меган Шонессі               | Ельс Калленс Кімберлі По                       | 6–3, 6–4                   |
| 1999 | Емі Фрейзієр Каті Шлукебір               | Кара Блек Деббі Грем                           | 6–2, 6–3                   |
| 1998 | Лорі Макнейл Кімберлі По                 | Чанда Рубін Сандрін Тестю                      | 6–7(3–7), 7–5, 6–4         |
| 1997 | Ліза Реймонд Ренне Стаббс                | Александра Фусаї Наталі Тозья                  | 6–4, 5–7, 7–5              |
| 1996 | Деббі Грем Бренда Шульц-Маккарті         | Емі Фрейзієр Кімберлі По                       | 6–1, 6–4                   |
| 1995 | Ніколь Арендт Манон Боллеграф (2)        | Ліза Реймонд Ренне Стаббс                      | 7–6(8–6), 4–6, 6–2         |
| 1994 | Елна Райнах Наталі Тозья                 | Лінда Гарві-Вайлд Чанда Рубін                  | 6–4, 6–3                   |
| 1993 | Катріна Адамс Манон Боллеграф            | Катерина Малєєва Наталі Тозья                  | 6–4, 6–4                   |